# Chaos (film fra 2005)
Chaos er en amerikansk action thriller film fra 2005, der er skrevet og instrueret af Tony Giglio. De medvirkende tæller Jason Statham, Ryan Phillippe og Wesley Snipes. Filmen havde premiere i Forenede Arabiske Emirater d. 15. december 2005 men blev først udgivet i USA 2 år senere, hvor den blev udsendt direkte-på-DVD d. 19. februar 2008.
Den indspillede for $7 mio. mod et budget på $30 mio.

## Medvirkende
- Jason Statham som Detective Quentin Conners
- Ryan Phillippe som Detective Shane Dekker
- Wesley Snipes som Lorenz / Jason York
- Henry Czerny som Captain Martin Jenkins
- Justine Waddell som Detective Teddy Calloway
- Nicholas Lea som Detective Vincent Durano
- Keegan Connor Tracy som Marnie Rollins
- Jessica Steen som Karen Cross
- John Cassini som Bernie Callo
- Damon Johnson som Brendan Dax
- Paul Perri som Harry Hume
- Natassia Malthe som Gina Lopez
- Ty Olsson som Damon Richards
- Terry Chen som Chris Lei
- Mike Dopud som Lamar Galt
- Rob LaBelle som Bank Manager
- Garvin Cross som SWAT Commander
- Michasha Armstrong som Xander Harrington
- Kim Howey som Lisa Reane
- Gaston Howard som John Curtis

## Eksterne Henvisninger
- Chaos på Internet Movie Database (engelsk)
- Chaos på Filmdatabasen
- Chaos på Scope
- Chaos i Svensk Filmdatabas (svensk)
- Chaos på AlloCiné (fransk)
- Chaos på MovieMeter (nederlandsk)
- Chaos på AllMovie (engelsk)
- Chaos på Turner Classic Movies (engelsk)
- Chaos på The Movie Database (engelsk)
- Chaos på Rotten Tomatoes (engelsk)